# خوارساختن آنلاین
خوارساختن آنلاین  شکلی از خوارساختن عمومی است که در 
آن  هدف ها  بر روی اینترنت مثلا فیسبوک یا توئیتر خوار می شوند. خوارساختن آنلاین غالباً شامل برملا کردن اطلاعات شخصی بر روی اینترنت است. اخلاقیات خوارسازی عمومی موضوع مباحثات در اینترنت بر سر حریم خصوصی و اخلاق رسانه ای بوده است. خوارساختن آنلاین گونه های مختلفی دارد از جمله فرهنگ حذف، داکسینگ، مرور منفی نوشتن و  پورن انتقامی.